# That Old Black Magic
That Old Black Magic ist eine Komposition von Harold Arlen, mit dem Text von Johnny Mercer, die für den Musicalfilm Star Spangled Rhythm (1942) geschrieben wurde, gesungen wurde der Song von Johnny Johnston. That Old Black Magic bekam 1944 eine Nominierung für den Oscar in der Kategorie „Bester Song“.
Der Song ist als Rondo in der Form A1 – B – A2 – C – D – E – A3 – F verfasst.
Er wurde nach seiner Veröffentlichung ein viel gespielter Pop- und Jazz-Standard in den USA – popularisiert durch Swing-Versionen von Glenn Miller/Skip Nelson oder Margaret Whiting (mit dem Freddie Slack Orchester) im Jahr 1943. 1948 landete Billy Daniels mit dem Song einen großen Hit. Auch Aufnahmen von Frank Sinatra, Sammy Davis, Charlie Barnet, Judy Garland, Fred Waring sowie die Verwendung in weiteren Spielfilmen trugen zur Verbreitung des Songs bei. Louis Prima und seine Frau Keely Smith nahmen den Titel 1958 auf und wurden für ihr Duett im folgenden Jahr mit dem Grammy ausgezeichnet.
1956 sang Marilyn Monroe den Song in dem Film Bus Stop. In den 1980er-Jahren wurde er in dem Hollywoodfilm Star Trek III: Auf der Suche nach Mr. Spock als Hintergrundmusik eingesetzt. In zwei Folgen der Serie Star Trek: Raumschiff Voyager findet er Verwendung: In der einen singt ihn Seven of Nine; in der anderen wird er dann von dem Doktor und von Fähnrich Harry Kim aufgegriffen.
Keith Jarrett nahm den Song mit seinem Standards-Trio auf.